# Bert Pronk
Bert Pronk, né le 24 octobre 1950 à Schéveningue et mort le 15 mars 2005 à Alvor au Portugal, est un coureur cycliste néerlandais. Professionnel de 1974 à 1982, il a notamment remporté le Tour des Pays-Bas et le Tour de Luxembourg. Il est décédé d'un cancer en 2005.

## Palmarès
- 1974
  - 5e étape de l'Olympia's Tour
  - 2e du Hel van het Mergelland
- 1975
  - Prologue du Tour d'Indre-et-Loire (contre-la-montre par équipes)
  - 5e étape des Quatre Jours de Dunkerque
  - 4e étape du Tour de Suisse
  - 1re étape de l'Étoile des Espoirs
  - 2e du championnat des Pays-Bas sur route
  - 4e du Tour de Suisse
- 1976
  - 5ea étape du Tour de France (contre-la-montre par équipes)
  - Prologue du Tour des Pays-Bas (contre-la-montre par équipes)
  - 2e du Circuit du Brabant occidental
  - 5e du Tour de Suisse
- 1977
  - Tour de Luxembourg :
    - Classement général
    - 3e étape

  - Tour des Pays-Bas :
    - Classement général
    - Prologue (contre-la-montre par équipes)

  - 2e du Grand Prix Pino Cerami
  - 3e du Tour de Suisse
  - 8e du Grand Prix de Francfort
- 1979
  - 1reb étape de Paris-Nice (contre-la-montre par équipes)
  - 4e et 8e étapes du Tour de France (2 contre-la-montre par équipes)
  - 2e de Harelbeke-Poperinge-Harelbeke
- 1980
  - 6e du championnat du monde sur route
- 1981
  - 3e du Circuit du Sud-Ouest (Omloop van het Zuidwesten)

## Résultats sur les grands tours

### Tour de France
4 participations
- 1976 : 26e, vainqueur de la 5ea étape (contre-la-montre par équipes)
- 1977 : 12e
- 1979 : 44e, vainqueur des 4e et 8e étapes (2 contre-la-montre par équipes)
- 1980 : hors délais (1reb étape)

### Tour d'Italie
2 participations
- 1978 : non-partant (17e étape)
- 1982 : 68e

### Tour d'Espagne
1 participation 
- 1976 : non-partant (19eb étape)